# Carlos Bernardo González Pecotche
Carlos Bernardo González Pecotche (Buenos Aires, 11 de agosto de 1901 - 4 de abril de 1963), também conhecido pelo pseudônimo Raumsol, foi um escritor, educador pedagogista, conferencista e pensador humanista, conhecido principalmente como o fundador da Logosofia.

## Biografia
González Pecotche foi filho de Jorge N. González e Maria Pecotche de González. Casou-se com Paulina Eugenia Puntel em 8 de outubro de 1924 e teve um filho, Carlos Federico González Puntel, nascido em 10 de julho de 1925.
Desenvolveu a Logosofia e, fazendo escola de seu pensamento, por sua vez, criou, dirigiu e orientou a Fundação Logosófica, primeiro em Córdoba, Argentina (em 11 de agosto de 1930), em seguida no Uruguai (1932) e no Brasil (1935). Durante mais de três décadas distribuiu seus ensinamentos na Fundação Logosófica, formando docentes e organizando as atividades da instituição.
Expôs seu pensamento em uma extensa bibliografia, que inclui livros (em vários gêneros), coleções de revistas (Aquarius, 1931-1939, e Logosofía, 1941-1947) e um jornal (El Heraldo Raumsólico, 1935-1938) editados sob sua direção, e mais de mil conferências proferidas na Argentina, no Brasil e no Uruguai.
Consagrou sua vida à obra que realizou em prol da superação humana, mantendo ao longo de sua vida um contato epistolar com estudiosos da Logosofia de todo o mundo, recebendo o reconhecimento de destacadas personalidades da cultura.
Impulsionou a criação de centros culturais logosóficos em diversos países da América, assim como centros educativos a nível primário e secundário (inicialmente a Escola Primária Logosófica "11 de agosto" em Montevidéu e o Instituto González Pecotche em Buenos Aires), nos quais definiu as bases para a aplicação da pedagogia logosófica, que deriva destes conhecimentos.

## Reconhecimentos

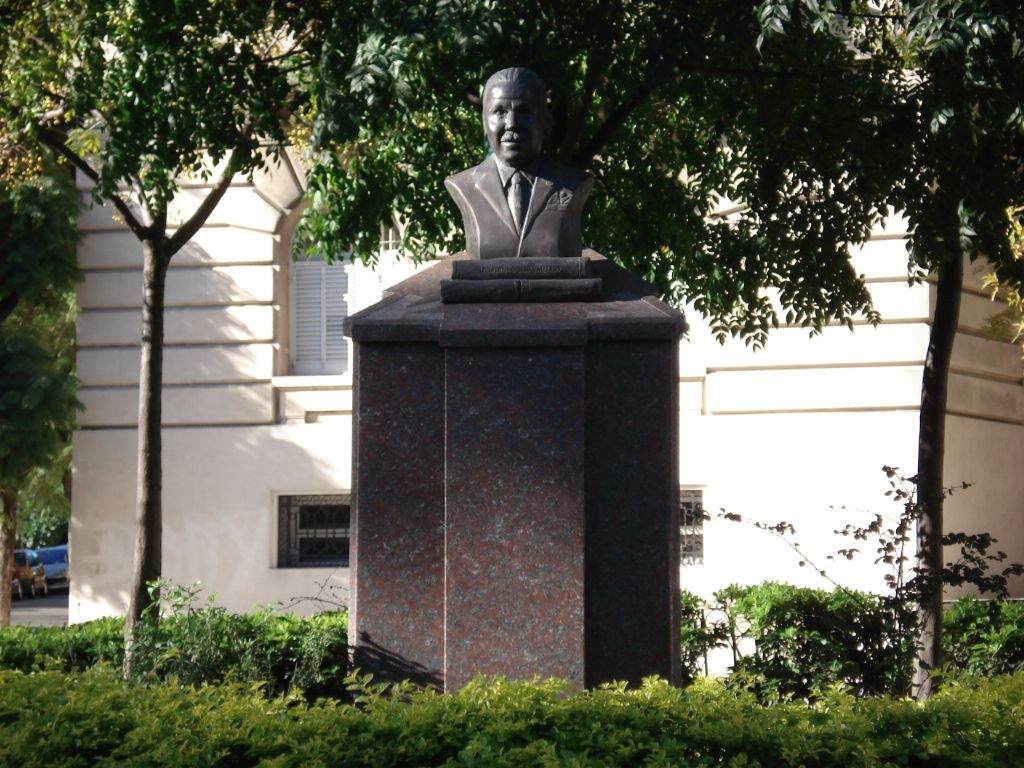
Busto do pensador.

A cidade de Buenos Aires (Argentina) o homenageou através de uma placa na Praça Portugal e através da Praça que leva seu nome, nas imediações da Biblioteca Nacional.
No distrito de Barão Geraldo (Campinas) há uma praça nomeada em honra a ele próximo ao portão da Universidade Estadual de Campinas (UNICAMP)
Em Nova Lima, MG, em sua homenagem, seu nome foi dado a uma rua, no bairro Vila da Serra.
Em comemoração aos 80 anos da Fundação Logosófica, na ocasião do congresso internacional celebrado em Brasília, no Centro de Convenções Ulysses Guimarães, a Fundação Logosófica foi agraciada pela Casa da Moeda do Brasil com uma medalha comemorativa.